# 데브라 멍크
데브라 멍크(Debra Monk, 1949년 2월 27일 ~ )는 미국의 배우이다.

## 출연 작품
- 당신 없는 일주일 (2014)
- 리칭 홈 (2013)
- 애스 백워즈 (2013, Ass Backwards)
- 원 포 더 머니 (2012)
- 러브 앤 어더 임파서블 퍼슈츠 (2009)
- 새비지스 (2007)
- 프로듀서스 (2005)
- 다크 워터 (2005)
- 팰린드롬 (2004)
- 엘로이즈 무도회 소동 (2003)
- 브라이어 패치 (2003)
- 엘로이즈의 크리스마스 소동 (2003)
- 밀워키, 미네소타 (2003)
- 열정의 무대 (2000)
- 불워스 (1998)
- 엘렌 포스터 (1997)
- 인 앤 아웃 (1997)
- 데블스 에드버킷 (1997)
- 사랑이라면 이들처럼 (1996)
- 선택 (1996)
- 조강지처 클럽 (1996)
- 미스터 플라워 (1996)
- 래클리스 (1995)
- 레드우드 커튼 (1995)
- 제프리 (1995)
- 매디슨 카운티의 다리 (1995)
- 퀴즈 쇼 (1994)
- 공포 탈출 (1993)
- 사랑 게임 (1993)
- 키스의 전주곡 (1992)

### 텔레비전
- 데미지 시즌1 (2007)
- 그레이 아나토미 시즌3 (2006)
- 스니키 피트 (2015)
- 법과 질서 (1990)